# Raiom
Raiom ou rayon é um tecido de fibra celulósica, um dos primeiros tecidos artificiais. Surgiu em 1885 quando ainda era chamado de "seda artificial". O nome "raiom" só se estabeleceu em 1924. Derivado da polpa da madeira, tem características parecidas com o algodão: é bastante resistente, modela-se facilmente e é macio; a fibra de raiom tem boa absorção, é confortável e é tingida com facilidade.
A palavra raiom pode ser definida como: "um termo genérico para filamentos produzidos a partir de vários soluções de celulosa modificadas por prensagem ou através da disposição da solução de celusose por um orifício e então solidificando a solução na forma de filamentos"
É um material aplicado como reforço estrutural em correias de transmissão de força (correias tipo V) quando inserido no interior da correia impregnada com borracha.

## Tipos
Há três tipos de raiom:
Raiom de acetato
Raiom de cupramônio
Raiom de viscose

## Lyocell
Lyocell é uma forma de rayon que consiste em fibra de celulose feita a partir de polpa de dissolução (polpa de madeira branqueada) usando fiação a jato seco. Foi desenvolvido em 1972 por uma equipe da agora extinta instalação de fibras American Enka na cidade de Enka, Carolina do Norte. Em 2003, esse desenvolvimento foi reconhecido pela Associação Americana de Químicos e Coloristas Têxteis (AATCC), pela concessão de seu prêmio Henry E. Millson Award for Invention.

## Modal
Modal é um tipo de raiom, uma fibra de celulose semissintética produzida por fiação de celulose reconstituída. O Modal é usado sozinho ou com outras fibras (geralmente algodão ou elastano) em roupas e utensílios domésticos, como pijamas, roupas íntimas, roupões de banho, toalhas e lençóis.
O Modal é processado sob diferentes condições para produzir uma fibra que é mais forte e mais estável quando está úmida do que o raiom padrão, mas apresenta uma sensação suave, semelhante ao algodão. Pode ser lavado na máquina sem danificar devido ao seu maior alinhamento molecular. Sabe-se que o tecido comprime menos que o algodão devido às propriedades das fibras e menor atrito superficial

## Galeria

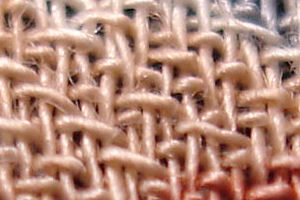
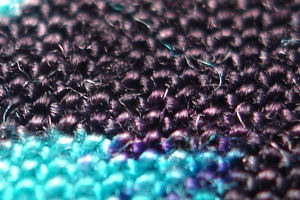
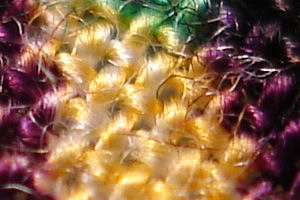